# Чижмек, Борис
Борис «Бор» Чижмек (словен. Boris «Bor» Čižmek; 16 ноября 1919, Ново-Место — 2008) — югославский словенский военачальник, генерал-майор ЮНА, глава Народной милиции СР Словении, участник Народно-освободительной войны Югославии.

## Биографии
Член Коммунистической партии Словении с 1939 года. Его дом был местом встреч деятелей КПС в Мариборе. На фронте Народно-освободительной войны с 1941 года, командовал взводом в Похорьской роте, затем был политруком 1-го Штирийского партизанского батальона в Савиньском партизанском отряде. В 1943 году назначен заместителем политрука при командовании 4-й оперативной зоны, в 1944—1945 годах командовал 11-й и 20-й словенскими бригадами, был помощником начальника Главного штаба НОАЮ в Словении. После войны работал в органах государственной безопасности и руководил милицией Словении. За участие в войне награждён медалью «Партизанской памяти».